# Amastus aconia
Amastus aconia är en fjärilsart som beskrevs av Herrich-Schäffer 1853. Amastus aconia ingår i släktet Amastus och familjen björnspinnare. Inga underarter finns listade i Catalogue of Life.